# Norwegisch-russische Beziehungen

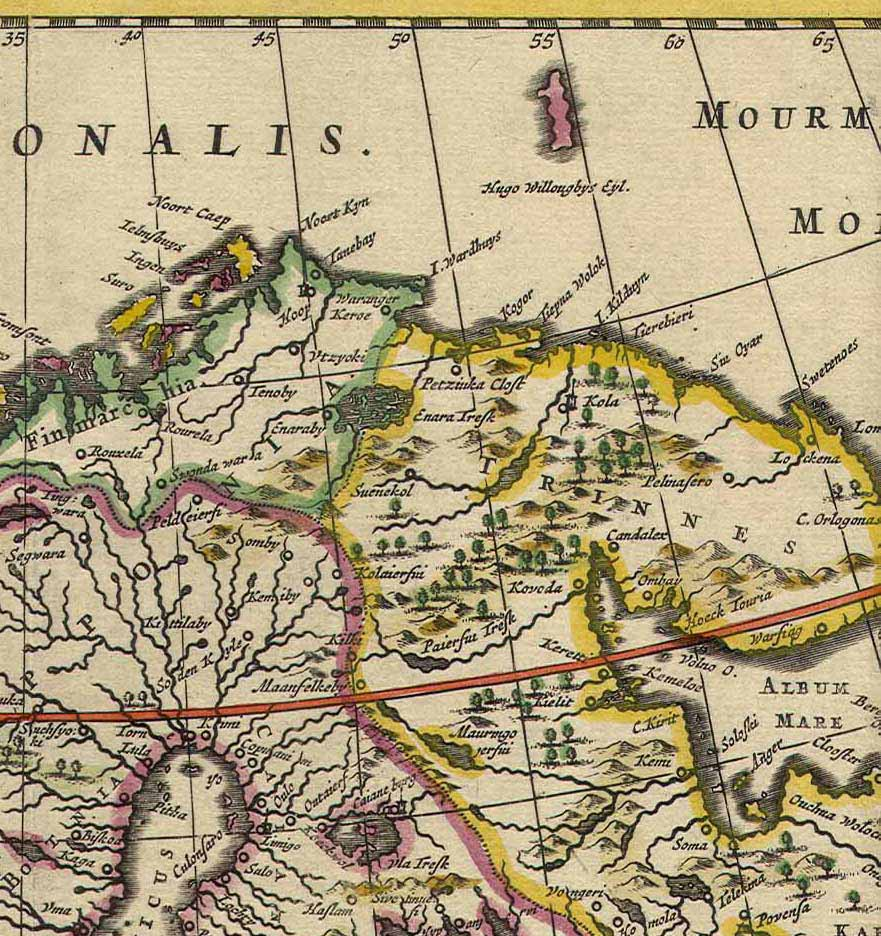
Karte aus dem 17. Jahrhundert der russisch-norwegischen Grenze auf der Kola-Halbinsel

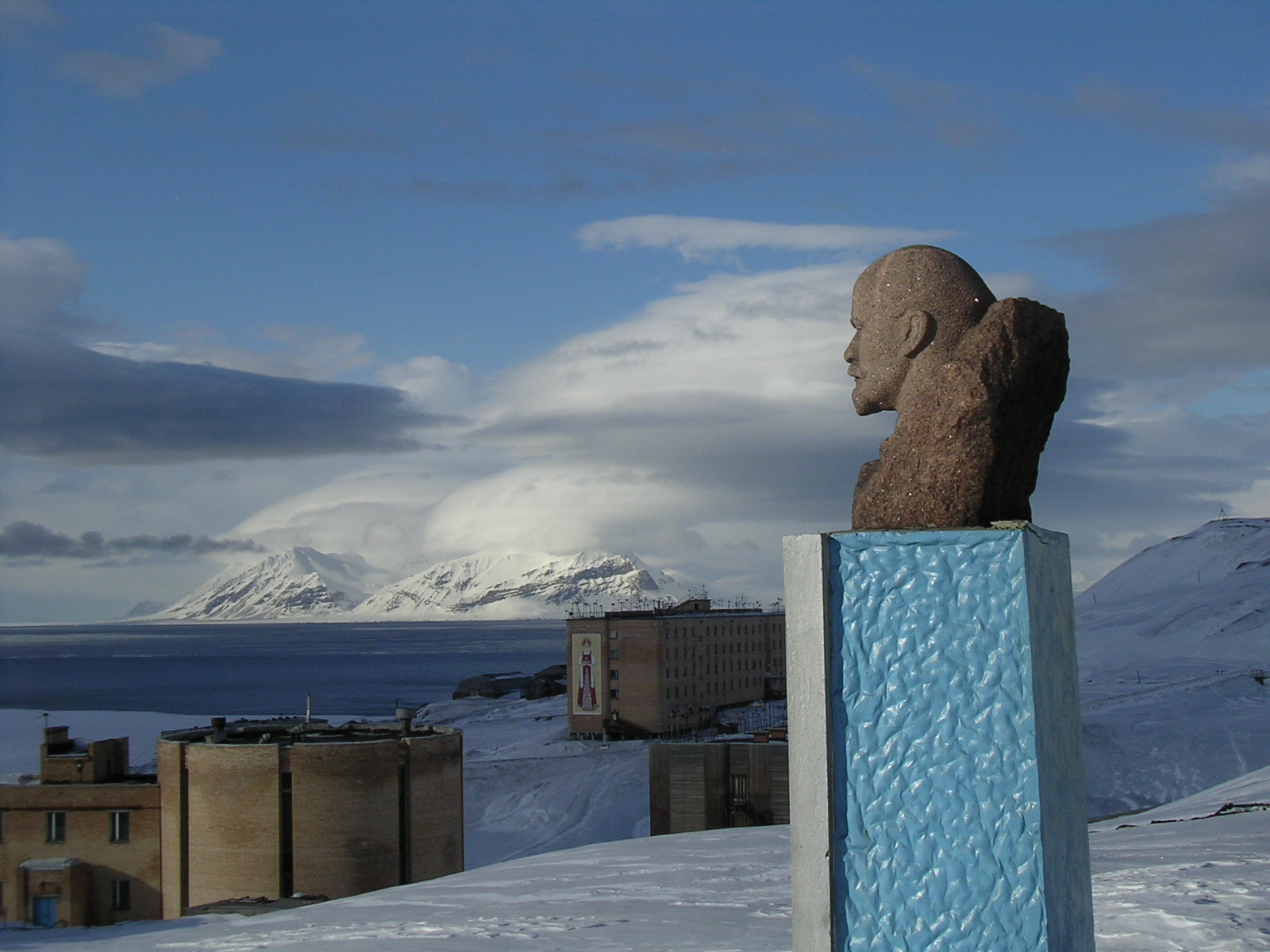
Dank des Svalbard-Vertrags kann eine staatliche Statue von Wladimir Lenin über die russische Siedlung Barentsburg in Norwegen blicken.

Die Norwegisch-russischen Beziehungen sind durch eine lange gemeinsame Geschichte in Nordeuropa geprägt. Bereits im Mittelalter bestanden erste Kontakte, und die bis heute gültige Landesgrenze im Hohen Norden wurde 1826 vertraglich festgelegt. Russland war 1905 die erste Großmacht, die Norwegens Unabhängigkeit anerkannte, doch während des Kalten Krieges standen das NATO-Mitglied Norwegen und die Sowjetunion in einem spannungsreichen Verhältnis. Seit 1990 entwickelten Norwegen und die Russische Föderation eine enge Kooperation, insbesondere in der Arktis und bei wirtschaftlichen Projekten, bevor geopolitische Spannungen in den 2010er-Jahren – vor allem infolge des Ukraine-Kriegs– zu einer deutlichen Abkühlung führten. Dadurch wurde die bis dahin enge Kooperation in Spitzbergen, dem Arktischen Rat und dem Euro-arktischen Barentssee-Rat gefährdet. 

## Geschichte

### Frühe Beziehungen
Die Kontakte zwischen Norwegen und Russland reichen bis ins frühe Mittelalter zurück. Bereits im 9. Jahrhundert gab es Handels- und Kulturkontakte; so dienten norwegische Wikinger als Söldner in den Heeren altrussischer Fürsten. Ende des 13. und Anfang des 14. Jahrhunderts kam es zu einem Konflikt zwischen Norwegen und der Republik Nowgorod im Grenzgebiet. Mit dem Nowgoroder Vertrag von 1326 einigten sich die Republik Nowgorod und das Königreich Norwegen erstmals schriftlich auf eine Grenze in Lappland – eine der frühesten festgehaltenen Staatsgrenzen Europas. Nach der Eingliederung Norwegens in die dänische und später schwedische Krone verliefen die Beziehungen indirekter, doch im Jahr 1826 wurde in einem russisch-schwedisch-norwegischen Abkommen die bis heute gültige Grenze zwischen Norwegen und Russland in Finnmark exakt festgelegt. Auffällig ist, dass Norwegen und Russland in der Neuzeit nie direkt gegeneinander Krieg führten. Nach Auflösung der schwedisch-norwegischen Union erkannte das Russische Kaiserreich im Oktober 1905 umgehend die volle Souveränität Norwegens an und war damit die erste europäische Großmacht, die den neuen Staat offiziell anerkannte. Die Grundlagen für diplomatische Beziehungen wurden in den Folgejahren durch Abkommen gefestigt, etwa 1907 durch einen Vertrag zur Wahrung der territorialen Unversehrtheit Norwegens.

### Sowjetunion und Norwegen
Mit der Oktoberrevolution 1917 brachen die traditionellen Verbindungen zunächst ab, doch Norwegen gehörte zu den ersten Staaten, die die neue Sowjetmacht anerkannten. Bereits 1921 wurde ein vorläufiges Wirtschaftsabkommen geschlossen und 1925 ein sowjetisch-norwegischer Handels- und Schifffahrtsvertrag unterzeichnet. Spitzbergen (Svalbard), dessen Archipel 1920 per Vertrag Norwegen zugesprochen wurde, erkannte die Sowjetunion allerdings erst 1935 an, indem sie dem Pariser Spitzbergen-Vertrag beitrat. Im Zweiten Weltkrieg arbeiteten die norwegische Exilregierung und die Sowjets zusammen: Sowjetische Truppen befreiten im Oktober 1944 die nordnorwegische Provinz Finnmark von der deutschen Besatzung, zogen sich danach aber wieder zurück.
Nach 1945 verschlechterten sich die Beziehungen angesichts des beginnenden Kalten Krieges deutlich. Norwegen trat 1949 der NATO bei, was die Sowjetunion als Bedrohung ansah. Die norwegische Regierung bemühte sich jedoch um Ausgleich und erklärte etwa, keine ständigen ausländischen Militärbasen oder Atomwaffen in Friedenszeiten auf norwegischem Boden zuzulassen, um Moskau nicht zu provozieren. Trotz der Blockkonfrontation entwickelten sich punktuelle Kooperationen – so vereinbarten Norwegen und die UdSSR ab den 1970er-Jahren gemeinsame Fischereiregelungen in der Barentssee. Insgesamt blieben die offiziellen Kontakte jedoch bis zum Ende der Sowjetunion 1991 von gegenseitigem Misstrauen und der strategischen Lage Norwegens als Anrainer der sowjetischen Kola-Halbinsel geprägt.

### Beziehungen seit 1990

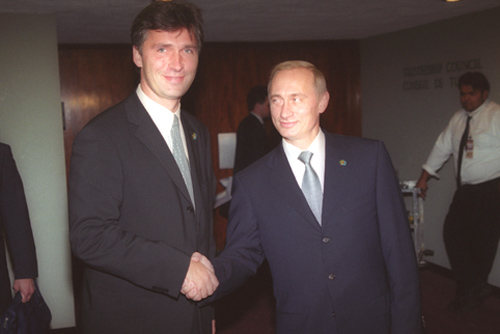
Jens Stoltenberg mit Wladimir Putin (2000)

Nach dem Zerfall der UdSSR nahmen Norwegen und die Russische Föderation rasch diplomatische Beziehungen auf. Norwegen erkannte die russische Republik bereits am 16. Dezember 1991 (als einer der ersten westlichen Staaten) offiziell an. In den 1990er-Jahren normalisierte sich das Verhältnis grundlegend. Beide Seiten initiierten eine enge Zusammenarbeit insbesondere in Nordeuropa: So wurde 1993 mit der Kirkenes-Erklärung der Euro-arktische Barentssee-Rat gegründet, um die grenzüberschreitende Kooperation in Nordskandinavien und Nordwest-Russland zu fördern. Es folgten regelmäßige diplomatische Konsultationen, wechselseitige Staatsbesuche und institutionalisierte Dialoge. Ein Höhepunkt war das Jahr 2002, das vom norwegischen Außenministerium zum „Jahr Russlands“ in Norwegen ausgerufen und mit zahlreichen kulturellen und politischen Austauschprojekten begangen wurde.
Die Beziehungen gestalteten sich nun freundlich und pragmatisch: Norwegen leistete Unterstützung bei der Sicherung sowjetischer Hinterlassenschaften (etwa die Entsorgung nuklearer Abfälle auf der Kola-Halbinsel) und beide Länder suchten gemeinsame Lösungen für offene Fragen. So konnten strittige Grenz- und Meereszonenfragen im Laufe der 2000er-Jahre in Verhandlungen angegangen werden. Insgesamt waren die 1990er und frühen 2000er Jahre von einer konstruktiven Nachbarschaft geprägt, bevor geopolitische Veränderungen in Russland und der Ukraine-Konflikt ab 2014 erneut Spannungen in das Verhältnis brachten. Nach dem russischen Überfall auf die Ukraine 2022 schloss sich Norwegen den Sanktionen gegen Russland an und verstärkte seine militärische Abwehrbereitschaft.

## Wirtschaftsbeziehungen
Die wirtschaftlichen Beziehungen zwischen Norwegen und Russland haben traditionell einen regionalen Schwerpunkt im hohen Norden. Nach dem Ende des Kalten Krieges nahmen Handel und Investitionen deutlich zu. 1996 schlossen beide Regierungen ein Abkommen über Handel und wirtschaftliche Zusammenarbeit, auf dessen Grundlage eine ständige bilaterale Wirtschaftskommission tätig ist.  Norwegische Unternehmen engagierten sich vor allem in den nordwestlichen Regionen Russlands, und der grenznahe Handel etwa rund um Kirkenes–Murmansk wurde durch erleichterte Visa und lokale Kooperationsprojekte gefördert. Seit 1976 tagt jährlich eine ständige norwegisch-russische Fischereikommission, die Quoten für die gemeinsamen Bestände (z. B. Kabeljau und Schellfisch) in der Barentssee festlegt und die nachhaltige Bewirtschaftung koordiniert. Bis 2014 war Russland ein Hauptabsatzmarkt für norwegische Meeresprodukte – allein 2013 exportierte Norwegen Fisch und Meeresfrüchte im Wert von rund 1,1 Mrd. US-Dollar nach Russland (ca. 38 % von Russlands Fischimporten). Nachdem Norwegen sich den westlichen Sanktionen gegen Russland infolge der Krim-Annexion 2014 anschloss, verhängte Moskau jedoch im August 2014 ein Embargo für Lebensmittel aus Norwegen, wodurch der bilaterale Handel (etwa mit norwegischem Lachs) weitgehend zum Erliegen kam.

## Sicherheitspolitische und arktische Zusammenarbeit

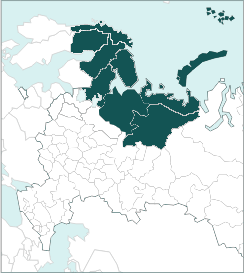
Die Barentsregion

Nach 1990 entwickelten beide Länder eine enge sicherheitspolitische Kooperation in Nordeuropa. Norwegen und Russland gründeten zusammen mit den übrigen Anrainerstaaten 1996 den Arktischen Rat als Forum für Zusammenarbeit in der Polarregion (u. a. in den Bereichen Umwelt, Forschung, Schifffahrt und Zivilschutz). Bereits 1993 war zudem der Euro-arktische Barentssee-Rat geschaffen worden, der regionale Gremien für grenzüberschreitende Zusammenarbeit und Dialog im Hohen Norden etablierte. Ein Meilenstein der arktischen Partnerschaft war der Barentssee-Grenzvertrag 2010, in dem nach über 40-jähriger Verhandlung ein fairer Seegrenzverlauf zwischen Norwegen und Russland festgelegt wurde. Das Abkommen beendete einen latenten Disput über ein rund 175.000 km² großes Meeresgebiet und ebnete den Weg für gemeinsame Aktivitäten bei der Öl- und Gasförderung sowie in der Fischereiwirtschaft. Trotz solcher Erfolge bestehen auch Konfliktpunkte in der Arktis. So wird Spitzbergen (Svalbard) bis heute von beiden Seiten unterschiedlich interpretiert. Norwegen betrachtet den Archipel als integralen Bestandteil seines Hoheitsgebiets und hat um Svalbard 1977 eine Fischerei-Schutzzone mit eigenen Fangbestimmungen eingerichtet, was Russland als Verstoß gegen den Spitzbergen-Vertrag von 1920 kritisiert. Auch Norwegens Ausweisung neuer Naturschutzgebiete auf Svalbard stößt in Moskau auf Protest, das hier eigene wirtschaftliche und geopolitische Interessen verfolgt.
Seit den 2010er-Jahren haben sich die Rahmenbedingungen jedoch deutlich geändert. Norwegen verurteilte die russische Annexion der Krim 2014 und beteiligte sich an EU-Sanktionen, woraufhin Moskau seinerseits die sicherheitspolitische Zusammenarbeit zurückfuhr. Spätestens mit dem russischen Überfall auf die Ukraine im Februar 2022 erreichten die Spannungen einen neuen Höhepunkt. Norwegen fror alle hochrangigen politischen Kontakte zu Russland ein und setzte die bilaterale Militärkooperation vollständig aus. Auch die multilaterale Zusammenarbeit in der Arktis wurde dadurch schwer beschädigt: Die Arbeit des Arktischen Rats – den Russland 2021–2023 turnusgemäß leitete – wurde im März 2022 von den westlichen Mitgliedern offiziell „pausiert“ und auch im Barentssee-Rat wurde die russische Beteiligung pausiert. Im Gegenzug begann Russland die Aufkündigung des Barentssee-Grenzvertrags von 2010 zu erwägen. Auch in Spitzbergen verschärften sich die Spannungen, wo Russland 2023 eine provokative Militärparade zum Tag des Sieges abhielt.